# Bremer voetbalkampioenschap 1911/12
In 1911/12 werd het dertiende Bremer voetbalkampioenschap gespeeld, dat georganiseerd werd door de Noord-Duitse voetbalbond. Bremer SC werd kampioen en nadat ze de Bremerhavense kampioen Sparta Bremerhaven versloegen namen ze deel aan de Noord-Duitse eindronde. De club versloeg in de eerste ronde Marine SC Wilhelmshaven en verloor dan van Holstein Kiel.

## Eindstand
| Plaats | Club                   | Wed. | W  | G | V  | Saldo | Ptn   |
| ------ | ---------------------- | ---- | -- | - | -- | ----- | ----- |
| 1.     | Bremer SC 1891         | 16   | 11 | 4 | 1  | 50:9  | 26:6  |
| 2.     | Bremer BV 01           | 16   | 10 | 2 | 4  | 42:16 | 22:10 |
| 3.     | FC Britannia 01 Bremen | 16   | 9  | 3 | 4  | 28:28 | 21:11 |
| 4.     | FV Werder Bremen       | 16   | 7  | 5 | 4  | 37:22 | 19:13 |
| 5.     | FC Lloyd Bremen        | 16   | 6  | 6 | 4  | 30:30 | 18:14 |
| 6.     | FC Hohenzollern Bremen | 16   | 4  | 4 | 8  | 22:30 | 12:20 |
| 7.     | FC Germania 01 Bremen  | 16   | 4  | 3 | 9  | 21:31 | 11:21 |
| 8.     | FV 1896 Komet Bremen   | 15   | 3  | 4 | 8  | 20:40 | 4:18  |
| 9.     | SuS 1896 Groepelingen  | 15   | 0  | 3 | 12 | 11:56 | 3:27  |

|  | Kampioen |

## Play-off voor de Noord-Duitse eindronde
Heen
|  |                |       |                          |        |
|  | Bremer SC 1891 | 5 – 1 | FC Sparta 01 Bremerhaven | Bremen |
|  |                |       |                          | Bremen |

Terug
|  |                          |       |                |             |
|  | FC Sparta 01 Bremerhaven | 1 – 4 | Bremer SC 1891 | Bremerhaven |
|  |                          |       |                | Bremerhaven |